# 3 Armia (Imperium Rosyjskie)
3 Armia (ros. 3-я армия) – związek operacyjny Armii Imperium Rosyjskiego w okresie I wojny światowej.
Dowództwo i sztab polowy 3. Armii utworzono w lipcu 1914 roku na bazie Kijowskiego Okręgu Wojskowego.  Rozformowana w początku 1918. W okresie I wojny światowej była w składzie Frontu Południowo-Zachodniego od lipca 1914 do czerwca 1915, w składzie Frontu Północno-Zachodniego od czerwca do sierpnia 1915, w składzie Frontu Zachodniego od sierpnia 1915 do czerwca 1916, w składzie Frontu Południowo-Zachodniego od czerwca do lipca 1916, w składzie Front Zachodniego od czerwca 1916 do początku 1918.

## Skład
- 1 Korpus Gwardii Imperium Rosyjskiego od 21.07.1915;
- Korpus Grenadierów Imperium Rosyjskiego od 14.04 – 1.06.1916;
- 3 Korpus Armijny Imperium Rosyjskiego od 1.07.1916 – 1.04.1917;
- 7 Korpus Armijny Imperium Rosyjskiego od 22.09 – 20.10.1914;
- 9 Korpus Armijny Imperium Rosyjskiego od 2.08.1914 – 21.07.1915, 18.09.1915 – 13.02.1916; 14.04 – 1.06.1016;
- 10 Korpus Armijny Imperium Rosyjskiego od 1.08.1914 – 1.01.1916;
- 11 Korpus Armijny Imperium Rosyjskiego od 2.08.1914 – 23.01.1915;
- 12 Korpus Armijny Imperium Rosyjskiego od 17.02 – 12.04.1915;
- 14 Korpus Armijny Imperium Rosyjskiego od 8.06 – 1.09.1915;
- 15 Korpus Armijny Imperium Rosyjskiego od 4.05 – 8.06.1915; 1.05 – grudzień 1917;
- 20 Korpus Armijny Imperium Rosyjskiego od 9.09 – grudzień 1917;
- 21 Korpus Armijny Imperium Rosyjskiego od 2.08.1914 – 17.02.1915;
- 23 Korpus Armijny Imperium Rosyjskiego od 2.08.1915;
- 24 Korpus Armijny Imperium Rosyjskiego od 17.02 – 17.11.1915;
- 25 Korpus Armijny Imperium Rosyjskiego od 14.04 – 1.06.1915;
- 29 Korpus Armijny Imperium Rosyjskiego od 20.04.1915;
- 31 Korpus Armijny Imperium Rosyjskiego od 12.08.1915 – 1.04.1917;
- 35 Korpus Armijny Imperium Rosyjskiego od 18.04 – grudzień 1917;
- 46 Korpus Armijny Imperium Rosyjskiego od 1.07.1916 – 1.04.1917;
- 3 Korpus Armijny Kawalerii Imperium Rosyjskiego od 2.06.1914, 20.04.1915 – 1.02.1916;
- 1 Syberyjski Korpus Armijny Imperium Rosyjskiego od 1.08.1916;
- 2 Syberyjski Korpus Armijny Imperium Rosyjskiego od 21.07 – 12.08.1915;
- 4 Syberyjski Korpus Armijny Imperium Rosyjskiego od 10 – 17.06.1916;
- 1 Turkiestański Korpus Armijny Imperium Rosyjskiego od 14.04 – 1.08.1916;
- 4 Korpus Kawalerii Imperium Rosyjskiego od 12.08.1915 – 1.04.1916, 10.07.1916 –1.04.1917;

## Dowódcy 3 Armii
| Stopień          | Nazwisko             | Okres                                                    |
| ---------------- | -------------------- | -------------------------------------------------------- |
| Generał piechoty | Nikołaj Ruzski       | 9.07.1914 - 3.09.1914;                                   |
| Generał piechoty | Radko Dimitriew      | 3.09.1914 - 20.05.1915;                                  |
| Generał piechoty | Leonid Lesz          | 3.06.1915 - 3.08.1917;                                   |
| Generał lejtnant | Michaił Kwiecinskij  | 3.08.1917 - 11.08.1917;                                  |
| Generał lejtnant | Januariusz Cichowicz | 11.08.1917 - 9.09.1917;                                  |
| Generał lejtnant | Ilia Odiszelidze     | 12.09.1917 - 10.10.1917;                                 |
| Generał lejtnant | Dmitrij Parskij      | 12.09.1917 - 10.10.1917;                                 |
| Podporucznik     | Siergiej Anuczin     | od 8.11.1917; w Rosji Sowieckiej z wyboru żołnierskiego; |